# Nicolás Lauría
Nicolás Lauría (Mar del Plata, 9 de febrero de 1988) es un político y dirigente deportivo argentino. Se destacó durante su juventud como jugador profesional de baloncesto.

## Carrera deportiva
Lauría, que es hijo del exbaloncestista estadounidense Zachary Cooper, jugó en las divisiones inferiores de Peñarol de Mar del Plata, debutando con el equipo profesional en octubre de 2005. Dejó el equipo al final de la temporada 2007-08 -habiendo sido parte del plantel que se consagró campeón de la Liga de las Américas- y se incorporó a Estudiantes de Concordia, club de la Liga B en el que jugaría dos años. 
Regresó a Peñarol en 2010. Con la institución marplatense se consagraría campeón de la Liga Nacional de Básquet en dos oportunidades. Luego seguiría un paso por La Unión de Formosa, jugando la temporada 2012-13 de la LNB para el equipo norteño. 
En junio de 2013 fichó con Bahía Basket pero fue cortado en noviembre de ese año, por lo que terminó jugando el Torneo Nacional de Ascenso con los colores de Rocamora.
Lauría permaneció las siguientes cuatro temporadas jugando en la segunda categoría del básquet profesional de la Argentina. Formó parte de Monte Hermoso Basket, Barrio Parque (con el que fue elegido el mejor jugador del torneo en 2016) y Comunicaciones de Mercedes. 
Su retorno a Peñarol se produjo en 2018. Al finalizar esa temporada empezó a incursionar en política, por lo que decidió jugar con el club semi-profesional Unión de Mar del Plata del Torneo Federal de Básquetbol para compatibilizar sus tareas como concejal y deportista.

## Carrera política
Como miembro del Partido Fe, Lauría fue electo concejal de Mar del Plata para el periodo 2019-2023. Fue designado presidente del bloque de concejales de la coalición Juntos por el Cambio, lo que lo obligó a abandonar a su grupo político, el cual había pasado de integrar esa alianza opositora a tomar una actitud de colaboración con el oficialismo nacional. Sin embargo dos años después Lauría decidió pasar a ser un independiente al alejarse de Vamos Juntos para lanzar su propia fuerza política bautizada como Creciendo Juntos.
En 2023 fue candidato a intendente de Mar del Plata por su propia fuerza política, pero recibió solamente el 1,09% del apoyo popular en las elecciones primarias, quedando fuera de competición para las elecciones municipales.